# Euprosopia alpina
Euprosopia alpina är en tvåvingeart som beskrevs av Mcalpine 1973. Euprosopia alpina ingår i släktet Euprosopia och familjen bredmunsflugor. Inga underarter finns listade i Catalogue of Life.